# Faouzi Rouissi
Faouzi Rouissi (ur. 20 marca 1971 w Tunisie) – tunezyjski piłkarz występujący na pozycji napastnika. 

## Kariera klubowa
Rouissi karierę rozpoczynał w 1988 roku w zespole Club Africain. W 1990 roku zdobył z nim mistrzostwo Tunezji, w 1991 roku wygrał Afrykańską Ligę Mistrzów, a w 1992 roku wywalczył Puchary Tunezji oraz ponownie mistrzostwo Tunezji. W sezonie 1989/1990 z 18 golami na koncie został także królem strzelców Championnat la Ligue Professionnelle 1.
W 1992 roku Rouissi przeszedł do francuskiego SM Caen z Division 1. Przez dwa lata rozegrał tam 57 spotkań i zdobył 6 bramek. W 1994 roku odszedł do saudyjskiego Al-Rijad SC. W 1995 roku dotarł z nim do finału Pucharu Arabii Saudyjskiej.
W tym samym roku wrócił do Club Africain. W 1996 roku wywalczył z nim mistrzostwo Tunezji, w 1997 roku wygrał Afrykańską Ligę Mistrzów, a w 1998 roku zdobył Puchar Tunezji. Na początku 2000 roku został graczem niemieckiego drugoligowca, SpVgg Greuther Fürth. W 2. Bundeslidze zadebiutował 7 lutego 2000 roku w zremisowanym 1:1 pojedynku z Alemannią Akwizgran. Graczem Greuther Fürth był przez półtora roku.
W połowie 2001 roku Rouissi odszedł do klubu Al-Wahda ze Zjednoczonych Emiratów Arabskich. W 2002 roku zdobył z nim Superpuchar Zjednoczonych Emiratów Arabskich. W 2003 roku zakończył karierę.

## Kariera reprezentacyjna
W reprezentacji Tunezji Rouissi zadebiutował w 1989 roku. W 1994 roku został powołany do kadry na Puchar Narodów Afryki. Zagrał na nim w meczach z Mali (0:2) i Zairem (1:1, gol), a Tunezja odpadła z turniej po fazie grupowej.
W 1998 roku ponownie znalazł się w zespole na Puchar Narodów Afryki. Wystąpił na nim w pojedynkach z Ghaną (0:2), Demokratyczną Republiką Konga (2:1), oraz Burkina Faso (1:1, 7:8 w rzutach karnych), a Tunezja zakończyła turniej na ćwierćfinale.
W latach 1989-2001 w drużynie narodowej Rouissi rozegrał 49 spotkań i zdobył 13 bramek.